# Gerald Joseph Wasserburg
Gerald Joseph Wasserburg, ameriški geolog, * 27. marec 1927, New Brunswick, New Jersey, † 13. junij 2016.
Wasserburg je deloval na področjih izotopne geokemije, kozmokemije in meteorologije.
1. ↑  https://www.caltech.edu/news/gerald-wasserburg-1927-2016-51073
2. ↑  Find a Grave — 1996.